# Rabbini del Talmud
All'interno del popolo d'Israele sorsero, in epoche diverse, differenti tipologie di Maestri:
- I Soferim. La Kenésseth HaGhedolah fissò la metodologia di deduzione dell'Halakhah dai versetti scritturali e cominciò a stabilire i decreti religiosi, Taqqanòth, e le formule fisse nella liturgia (come l'Amidah), da trasmettere oralmente.[1]
- Rabbini Saborei', attivi nel VI-VII secolo.
- Gaonim, abbreviazione del titolo gaòn jeshivàt Jaaqòv, sono discendenti spirituali degli Amoraim, fornivano le risposte esegetiche al Talmud. Furono attivi fra il 589e il 1038 d.C. e si sono distinti al punto da venirgli attribuito il suddetto titolo onorario.
- Rishonim (1038-1563 d.C.), i "primi" perché antecedenti al Shulchan Arukh.
- Acharonim, i "successivi" sino a oggi.

## IlRav
Oltre ad essere un prefisso di rispetto, il titolo rav è un termine generico per un insegnante o guida spirituale. Per esempio, il Talmud cita "Joshua ben Perachyah disse: provvedi a trovarti un insegnante (rav)." Nahmanide si riferisce a Maimonide chiamandolo a volte HaRav o Il Rav.
Dal XVI secolo, Rav o Il Rav generalmente si riferisce a Rabbi Obadiah di Bertinoro, Rav essendo un acronimo dell'ebraico: Rabbino Obadiah di Bertinoro (רעב) che può infatti esser pronunciato "Rav".
Più recentemente, come segno di grande rispetto, alcuni rabbini vengono semplicemente chiamati il Rav anche al di fuori del loro circolo di seguaci. Da notare che, quando la parola viene pronunciata usando una Patakh (segno di cantillazione), il significato indica universalmente Rabbi Obadiah ben Abraham di Bertinoro. Quando invece si usa una Kamatz, il termine può riferirsi, tra gli altri, a:
Rabbi Joseph Soloveitchikusato tra ortodossi moderni e centristi, specialmente nel Nord America. A volte scritto "Il Rov".
Rabbi Shneur Zalman di Liadiil suo Codice di Legge Ebraica è spesso chiamato lo Shulchan Aruch HaRav, "Shulchan Aruch del Rav".
Il Gaon di Vilna
Il Brisker Ravin molte yeshivot Haredi Rabbi Joseph Soloveitchik viene indicato col suo nome yiddish ("Rav Yoshe Ber") e il termine "Rov" (la kamatz pronunciata nella maniera ashkenazita) significa il Brisker Rav.
Rabbi Abraham Isaac Kook
Rabbi Moshe Feinstein

## Lista di rabbini e maestri talmudisti
Questa lista è suscettibile di variazioni e potrebbe essere incompleta o non aggiornata.

La seguente è una lista di rabbini rinomati e importanti per la storia del rabbinismo e dell'ermeneutica talmudica, che hanno inoltre avuto un ruolo determinante come guide spirituali delle rispettive congregazioni nel corso della storia ebraica.

### Rabbini: Periodo pre-mishnahico (TannaimeZugot, ca. 515 p.e.v. – 70 e.v.)

#### Zugot
- Jose ben Joezer, Nasi del Sinedrio durante le guerre maccabee di indipendenza.[4]
- Jose ben Johanan, Av Beth Din del Sinedrio durante le guerre maccabee di indipendenza.
- Joshua ben Perachyah, Nasi del Sinedrio durante il regno di Giovanni Ircano I.
- Nittai of Arbela, Av Beth Din del Sinedrio durante il regno di Giovanni Ircano I.
- Judah ben Tabbai, Nasi del Sinedrio durante il regno di Alessandro Ianneo e della regina Salomè.
- Simeon ben Shetach, Av Beth Din del Sinedrio durante il regno di Alessandro Ianneo e della regina Salomè.
- Shemaya, Nasi del Sinedrio durante il regno di Giovanni Ircano II.
- Avtalyon, Av Beth Din del Sinedrio durante il regno di Giovanni Ircano II. Convertito all'ebraismo.
- Hillel il Vecchio, Nasi del Sinedrio durante il regno di Re Erode il Grande.
- Shammai, Av Beth Din del Sinedrio durante il regno di Re Erode il Grande.

#### Altri
- Shimon Hatzadik (il Giusto)
- Antigono di Sokho

### Rabbini: Mishnaico (Tannaim, ca. 70–200 e.v.)
- Akiva, Giudea del I secolo, studioso fondamentale della Mishnah[4]
- Yehudah HaNasi, II secolo, Giuda il Principe in Giudea, redattore della Mishnah
- Shimon bar Yohai, mistico del I secolo, reputato autore dello Zohar
- Jochanan Ben Zakkai, saggio del I secolo in Giudea, importante per lo sviluppo della Mishnah
- Eliezer ben Jose, figlio di Jose il Galileo (?-ca. 160), famoso per la Baraita delle trentadue mitzvot. Padre di Rabbi Hananiah.

### Rabbini: Talmudico (Amoraim, ca. 200–500 e.v.)
- Abbaye, talmudista del III secolo[4]
- Abba Arika, noto come Rav, ultimo Tanna, primo Amora. Si trasferì da Israele a Babilonia nel III secolo.
- Abbahu, talmudista del IV secolo
- Eleazar Kalir, poeta e tra i primi liturgisti
- Hamnuna – diversi rabbini hanno questo nome nel Talmud
- Hillel, figlio di Gamaliele III, III secolo in Giudea, nipote di Yehudah HaNasi e fratello minore di Judah Nesiah
- Hillel II, IV secolo, creatore del calendario ebraico, in Giudea, figlio di Judah Nesiah, nipote di Gamaliele IV
- Judah II, saggio del III secolo, chiamato a volte Judah Nesi'ah e Rebbi come suo nonne
- Judah III, studioso del IV secolo, figlio di Gamaliele IV e nipote di Judah II
- Rabbah bar Nahmani
- Rav Ashi, saggio talmudista babilonese del V secolo – redattore primario del Talmud babilonese (Bavli)
- Rav Nachman
- Rav Papa
- Rava, importante Amora
- Ravina, importante assistente di Rav Ashi nella redazione del Talmud babilonese
- Resh Lakish
- Samuel di Nehardea, rabbino e medico
- Yochanan, autore primario del Talmud gerosolimitano
- Rav Jonah[5]

### Rabbini: Medioevo (ca. 500–1500 e.v.)
- Abba Mari, (Minhat Kenaot), talmudista francese del XIII secolo[6]
- Don Isaac Abravanel, (Abarbanel), filosofo e commentatore biblico del XV secolo
- Jacob Berab, XV-XVI secoli, proponente della Semikhah (Ordinazione)
- Abraham ibn Dawud, (Sefer HaKabbalah), filosofo spagnolo del XII secolo
- Obadiah Yare ben Abraham di Bertinoro (Bartenura), XV secolo, commentatore della Mishnah
- Abraham Ben David di Posquières, anni 1100, Francia
- Abraham ibn ‛Ezra, (Even Ezra), XII secolo, commentatoire biblico ispano-africano
- Amram Gaon, IX secolo organizzatore del siddur (libro di preghiere ebraico)
- Asher ben Jehiel, (Rosh), XIII secolo, talmudista ispano-tedesco
- Bahya ibn Paquda, (Hovot ha-Levavot), filosofo e moralista dell'XII secolo
- Chananel Ben Chushiel (Rabbeinu Chananel), talmudista tunisino del X secolo
- Dunash ben Labrat, grammatico e poeta del X secolo
- Eliezer ben Nathan, poeta e pietista del XII secolo
- Hasdai Crescas, (Or Hashem), talmudista e filosofo del XIV secolo
- Rabbenu Gershom, XI secolo, talmudista e giurista tedesco
- Gersonide, Levi ben Gershom, (Ralbag), filosofo e talmudista francese del XIV secolo
- Hillel ben Eliakim, (Rabbeinu Hillel), XII secolo, talmudista e discepolo di Rashi
- Ibn Tibbon, famiglia ebraica dei secoli XII-XIII, studiosi spagnoli e francesi, traduttori e guide spirituali
- Isaac Alfasi, (il Rif), XII secolo, talmudista e halakhista nordafricano e spagnolo; autore di "Sefer Ha-halachot".
- Yaakov ben Asher, (Baal ha-Turim; Arbaah Turim), halakhista ispano-tedesco del XIV secolo
- Joseph Albo, (Sefer Ikkarim), XV secolo, Spagna
- Joseph ibn Migash XII secolo, talmudista e Rosh Yeshivah; insegnante di Maimon, padre di Maimonide
- Maimonide, Moshe Ben Maimon, (Rambam), XII secolo fondamentale talmudista e filosofo ispano-nordafricano; codificatore della Legge ebraica
- Mordecai ben Hillel, (il Mordechai), halakhista tedesco del XIII secolo
- Nahmanide, Moshe ben Nahman, (Ramban), XIII secolo, mistico e talmudista spagnolo
- Nissim Ben Jacob (Rav Nissim Gaon) talmudista tunisino del X secolo
- Nissim di Gerona, (RaN), halakhista e talmudista del XIV secolo
- Rashi, (Solomon ben Yitzchak), XI secolo, talmudista e commentatore primario del Talmud
- Elazar Rokeach, (Sefer HaRokeach) studioso rabbinico tedesco del XII secolo
- Saadya Gaon, (Emunoth ve-Deoth; Siddur) X secolo, esilarca e guida degli ebrei babilonesi
- Samuel ben Judah ibn Tibbon, secoli XII-XIII, filosofo maimonideo e traduttore francese
- Tosafisti, (Tosafot) dotti talmudici di Francia e Germania, secoli XII e XIII
- Yehuda Ha-Levi, (Kuzari), XII secolo, filosofo e poeta spagnolo, devoto di Sion[7]

### Rabbini: secoli XVI–XVIII

#### Secoli XVI–XVII
- Isaac Abendana, studioso sefardita del XVII secolo in Inghilterra[6]
- Jacob Abendana, rabbino sefardita del XVII secolo in Inghilterra
- Isaac Aboab da Fonseca, XVII secolo, studioso cabalista olandese, primo rabbino delle Americhe
- Bezalel Ashkenazi, (Shittah Mekubetzet), talmudista del XVI secolo
- Tzvi Ashkenazi, autore di Chacham Tzvi
- Yair Bacharach, (Havvot Yair), talmudista tedesco del XVII secolo
- Abraham ben Saul Broda, talmudista della Boemia
- Naphtali Cohen, rabbino e cabalista russo-tedesco
- Moses Cordovero (RaMaK) dotto cabalista del XVI secolo in Terra santa
- Samuel Edels, (Mahrsha), talmudista del XVI secolo
- Kalonymus Haberkasten, rabbino polacco del XVI secolo
- David HaLevi Segal, (Taz), XVI secolo, halakhista e rinomato commentatore dello Shulchan Aruch
- Abraham Cohen de Herrera (RabACH), cabalista e filosofo del XVI secolo (Spagna & Portogallo)
- Hillel ben Naphtali Zevi, (Bet Hillel), studioso lituano del XVII secolo
- Isaiah Horowitz (Shlah) cabalista e autore del XVI secolo (Europa orientale e Israele)
- Moshe Isserles, (Rema), XVI secolo, dotto giurista polacco, autore di Ha-mappah (componente dello Shulchan Aruch)
- Joseph ben Ephraim Karo, (Mechaber), XVI secolo, giurista codificatore dello Shulchan Aruch – codice di Legge ebraica (Spagna e Israele)
- Meir ben Isaac e suo figlio Samuel Judah Katzenellenbogen di Padova
- Judah Loew, (Maharal), mistico e talmudista del XVI secolo a Praga
- Meir Lublin di Lublino, (Maharam), Posek e talmudista del XVI secolo
- Shlomo Ephraim Luntschitz, commentatore biblico (secoli XVI-XVII)
- Isaac Luria (1534-1572), (Ari), mistico della Terra santa, fondatore della Cabala lurianica
- Solomon Luria, (Maharshal), Posek e taludista del XVI secolo
- Menasseh Ben Israel, XVII secolo, rabbino olandese e promotore del rinsediamento in Inghilterra
- David Pardo, rabbino olandese nato a Salonicco
- David Pardo, rabbino nato ad Amsterdam, traduttore dell'opera paterna Shulchan Tahor in spagnolo
- Samuel Schotten, rabbino del Granducato d'Assia
- Shalom Shachna, XVI secolo, talmudista polacco, Rosh Yeshivah di vari Rishonim importanti
- Sforno, famiglia di filosofi e biblisti italiani dei secoli XV, XVI e XVII
  - Obadja Sforno, (Sforno), studioso e razionalista italiano del XVI secolo
- Hayim Vital, cabalista del XVI secolo
- Mordecai Yoffe ("Levush"), (secoli XVI-XVII) rabbino polacco, codificatore della Halakhah

#### Secolo XVIII
- Aharon of Karlin (I), leader chassidico[6]
- Chaim Joseph David Azulai (Hida), rabbino sefardita e bibliografo
- Raphael Berdugo, rabbino a Meknès
- Haim Isaac Carigal, rabbino a Newport (Rhode Island) nel 1773, che ebbre grande influenza su Ezra Stiles,, presidente dell'Università di Yale, e quindi sulla organizzazione di tale università
- Dovber di Mezeritch, (Maggid), mistico dell'Europa orientale e importante discepolo del Ba'al Shem Tov
- Elijah ben Solomon (il Vilna Gaon o Gra), talmudista e mistico, leader lituano dei Mitnagdim, opponenti dei chassidim
- Jacob Emden, talmudista e mistico tedesco
- Israel ben Eliezer (ca. 1700-1760), (Ba'al Shem Tov), mistico, fondatore dell'Ebraismo chassidico
- Aaron Hart, Rabbino capo della Gran Bretagna
- David Hassine, poeta marocchino
- Yechezkel Landau, (Noda Bihudah), Posek e talmudista
- Moshe Chaim Luzzatto, (Ramchal), moralista, filosofo e mistico italiano
- Hart Lyon, Rabbino capo della Gran Bretagna
- David Nieto, rabbino inglese
- Isaac Nieto, rabbino inglese
- Shneur Zalman di Liadi, (Alter Rebbe di Chabad), mistico e talmudista, fondatore dello chassidismo Chabad e primo suo Rebbe
- Akiva Eiger, talmudista e guida spirituale comunitaria
- Elimelech di Lizhensk, (Noam Elimelech) mistico chassidico polacco
- Levi Yitzchok di Berditchev, (Kedushas Leivi) leader chassidico polacco
- Shalom Sharabi, rabbino yemenita e cabalista[8]
- Amram ben Diwan (in ebraico: עמרם בן דיוואן? in arabo: عمران بن ديوان, ʿImrān ben Dīwān; nato a Gerusalemme, e morto a Ouezzane nel 1782) è stato un rabbino la cui tomba a Ouezzane (Marocco) attira ogni anno migliaia di ebrei che vi vengono in pellegrinaggio

### Rabbini ortodossi – secoli XIX, XX e XXI

#### Secolo XIX
- Aaron di Pinsk, rabbino e autore di Tosafot Aharon
- Barnett Abrahams, dayan, Preside del Jews College a Londra
- Nathan Marcus Adler, Rabbino capo dell'Impero britannico
- Aharon of Karlin (II), leader chassidico
- Yehudah Aryeh Leib Alter, (Sfas Emes) Gerrer Rebbe
- Benjamin Artom, Haham (capo_ degli ebrei spagnoli e portoghesi
- Salomon Berdugo, rabbino a Meknès
- Naftali Zvi Yehuda Berlin, (Netziv; Ha'emek Davar) rettore della Yeshivah Volozhin in Lituania
- Avrohom Bornsztain, (Avnei Nezer), primo Rebbe Sochatchover
- Zvi Hirsch Chajes (Maharatz Chayes), studioso talmudico della Galizia
- Yosef Hayyim, il Ben Ish Chai, halakhista e predicatore iracheno
- Yehoshua Leib Diskin, rabbino di Shklov, Brisk e Gerusalemme
- Yechiel Michel Epstein, (Aruch ha-Shulchan) halakhista e posek (decisore)
- Jacob Ettlinger, studioso tedesco e oppositore della Riforma ebraica
- Yitzchok Friedman, primo Rebbe della dinastia Boyan
- Moshe Shmuel Glasner, (Dor Revi'i) talmudista, rabbino capo di Klausenburg, un fondatore dei Mizrahì
- Chaim Yosef Gottlieb di Stropkov (1794–1867) noto anche come Stropkover Rov – Rabbino capo e presidente del Beth Din di Stropkov, in Galizia
- Moshe Greenwald, Rav di Chust (Ungheria) e fondatore della dinastia Puppa
- Solomon Herschell, Rabbino capo britannico
- Azriel Hildesheimer, rabbino e filosofo tedesco
- Samson Raphael Hirsch (1808-1888), rabbino tedesco, fondatore del movimento Torah im Derech Eretz
- Abraham Lichtstein, Av Beit Din di Przasnysz, Polonia
- Jacob of Lissa, halakhista della Galizia
- Malbim, Meir Lob ben Jehiel Michael, (detto il Malbim), predicatore e dotto russo
- Raphael Meldola, Hakham (guida spirituale) degli ebrei spagnoli e portoghesi a Londra
- Frederick de Sola Mendes, rabbino sefardita a Londra e in America
- Nachman di Breslov, (Rebbe Nachman), Rebbe e mistico chassidico ucraino
- Pele Yoetz, Rabbi Eliezer Papo, rabbino della comunità di Selestria, in Bulgaria
- Zvi Yosef HaKohen Resnick, Rosh Yeshivah ed educatore
- Mnachem Risikoff, erudito e autore, a cavallo dei secoli XIX-XX
- Israel Salanter, moralista lituano
- Dovber Schneuri, secondo Rebbe di Chabad
- Menachem Mendel Schneersohn, (detto Tzemach Tzedek), terzo Rebbe di Chabad
- Shmuel Schneersohn, quarto Rebbe di Chabad
- Moses Sofer, (Chatam Sofer), rabbino ungherese
- Yaakov Chaim Sofer, rabbino di Baghdad, autore di Kaf ha-Chaim
- Chaim Soloveitchik (padre del "Brisker Rov"), rabbino europeo orientale
- Hayyim Tyrer, rabbino chassidico e cabalistat[8]

#### Secolo XX
Leader haredi
- Yehezkel Abramsky, autore di Chazon Yehezkel
- Yisrael Abuhatzeira, cabalista
- Avrohom Blumenkrantz, posek e autorità del kashrut
- Shmuel Bornsztain, autore di Shem Mishmuel, secondo Rebbe Sochatchover
- Eliyahu Eliezer Dessler, (Michtav Me'Eliyahu) filosofo religioso e moralista
- Baruch Epstein, (Torah Temimah), commentatore biblico lituano
- Moshe Mordechai Epstein, ( Levush Mordechai), talmudista e co-rettore della Yeshivah Slabodka
- Moshe Feinstein, (Igrot Moshe), studioso giurista e talmudista russo-statunitense
- Tzvi Hirsch Ferber, (Kerem HaTzvi), autore, leader e studioso rinomato
- Nosson Tzvi Finkel, (noto come Alter / Sabba), fondatore della Yeshivah Slabodka in Lituania,nel XX secolo
- Mordechai Shlomo Friedman, Rebbe Boyaner di New York
- Rogatchover Gaon (Rav Yosef Rosen), talmudista e leader chassidico
- Boruch Greenfeld, (Reb Boruch Hermenshtater), mistico chassidico e studioso, autore di Ohel Boruch
- Yitzchok Hutner, (Pachad Yitzchok)
- Rosh Yeshivah israelo-statunitense, nato a Varsavia
- Yisrael Meir Kagan, (detto Chofetz Chaim), giurista e moralista polacco
- Aryeh Kaplan (1934-1983), scrittore (Torah vivente) e mistico
- Avraham Yeshayahu Karelitz, (noto come Chazon Ish), leader haredi in Israele
- Aharon Kotler, studioso lituano, fondatore della Yeshivah di Lakewood negli USA
- Chaim Kreiswirth, a lungo Rabbino capo di Anversa (Belgio)
- Gershon Liebman, leader del movimento della Yeshivah Novardok in Francia
- Isser Zalman Meltzer, rinomato Rosh Yeshiva lituano
- Shraga Feivel Mendlowitz, (Mr. Mendlowitz) nato a Világ e capo della Yeshivah Torah Vodaath negli USA
- Shulem Moshkovitz, Rebbe chassidico a Londra
- Chanoch Dov Padwa, (Cheishev Ho'ephod), rabbino presidente dello Union of Orthodox Hebrew Congregations, Londra
- Sholom Dovber Schneersohn, quinto Rebbe di Chabad
- Yosef Yitzchok Schneersohn, sesto Rebbe di Chabad
- Menachem Mendel Schneerson, (Lubavitcher Rebbe), studioso e mistico chassidico del XX secolo, settimo Rebbe di Chabad
- Joseph ben Yehuda Leib Shapotshnick, rabbino britannico
- Shimon Shkop, famoso Rosh Yeshivah di Telz e Grodno
- Meir Simcha di Dvinsk, (Ohr Sameiach; Meshech Chochmah) talmudista e leader comunitario lettone
- Joel Teitelbaum, (noto come Satmar Rebbe), Rebbe chassidico ungora-statunitense, noto per il suo antisionismo
- Chaim Michael Dov Weissmandl, (Min HaMeitzar) studioso europeo coinvolto nei salvataggi durante l'Olocausto
- Pinchas Kohn, ultimo rabbino di Ansbach e fondatore/direttore del World Agudath Israel

#### Rabbini moderni
- Hermann Adler, Rabbino capo dell'Impero britannico
- Yisrael Ariel, fondatore del Temple Institute, uno dei liberatori del Muro Occidentale durante la Guerra dei sei Giorni
- Meir Berlin, (Bar Ilan) leader religioso sionista
- Eliezer Berkovits, studioso talmudico e filosofo
- Israel Brodie, Rabbino capo del Regno Unito e del Commonwealth
- Isidore Epstein (1894-1962), Rettore del Jews College di Londra
- Moses Gaster, Hakham degli ebrei spagnoli e portoghesi di Gran Bretagna
- Sir Hermann Gollancz, rabbino e professore britannico
- Joseph H. Hertz (1872-1946), Rabbino capo dell'Impero Britannico
- Shmuel Yitzchak Hillman, rabbino e dayan britannico
- Moses Hyamson, rabbino britannico
- Immanuel Jakobovits, Rabbino capo del Regno Unito e del Commonwealth, eticista medico
- Binyamin Ze'ev Kahane, leader israeliano del partito Kach e figlio di Rabbi Meir Kahane
- Meir Kahane, rabbino statunitense-israeliano, fondatore della Lega di Difesa Ebraica in America e del partito Kach in Israele
- Abraham Isaac Kook, filosofo e mistico del XX secolo, primo rabbino capo della Palestina
- Moses Mescheloff, rabbino a Miami Beach e Chicago, appartenente al movimento religioso sionista ortodosso moderno
- Chalom Messas, rabbino capo del Marocco e Gerusalemme
- David Messas, rabbino capo di Parigi
- Solomon Mestel, rabbino britannico
- Jonathan Sacks (n. 1948), rabbino capo del Regno Unito e del Commonwealth
- Simeon Singer, editore del libro di preghiere (siddur) della United Synagogue di Londra
- Joseph Soloveitchik, talmudista e filosofo bielorusso del XX secolo
- Selig Starr, rabbino di Chicago
- Alfredo Sabato Toaff (1880–1963), rabbino di Livorno

### Rabbini ortodossi contemporanei (ca. XXI secolo)

#### Haredi
- Shlomo Amar, rabbino capo di Israele[8]
- Barditchev, Shia Seidenfeld, Rebbe "Barditchever" a Monsey, New York
- Yisroel Belsky, decano della Yeshivah Torah Vodaath, rabbino anziano della Orthodox Union e rinomata autorità halakhica
- Meir Brandsdorfer (1934–2009), membro del Tribunale Rabbinico Badatz della comunità Edah HaChareidis, Gerusalemme
- Shlomo Carlebach (1925-1994), rabbino ed insegnante religioso, compositore e pioniere del Movimento Baal Teshuvah
- Yosef Shalom Eliashiv, rabbino israeliano e leader del mondo haredi
- Gerrer Rebbe, dinastia chassidica ora in Israele, con seguaci anche negli USA e Regno Unito
- Yitzchak Kadouri (1902-2006), importante cabalista (Mekubal)
- Yaakov Kamenetsky, leader rabbinico ed educatore
- Nissim Karelitz, leader haredi israeliano
- Yisrael Meir Lau, già rabbino capo aschenazita di Israele e successivamente rabbino capo di Tel Aviv
- Berel Lazar, rabbino capo della Russia
- Yona Metzger, rabbino capo aschenazita di Israele
- Shlomo Miller, rettore del Toronto Kollel e rinomata autorità halakhica
- Avigdor Nebenzahl, rabbino capo della Città Vecchia di Gerusalemme
- Yissachar Dov Rokeach, Belzer Rebbe
- Bezalel Rudinsky, decano delle Yeshivah Ohr Reuven, Wesley Hills, N.Y.
- Chaim Pinchas Scheinberg (1910–2012) , decano della Torah Ohr Yeshivah, Gerusalemme
- Adin Steinsaltz, studioso talmudico e filosofo israeliano del XXI secolo
- Moshe Teitelbaum (1914–2006), Rebbe Satmar
- Rebbe di Vizhnitz, (Vizhnitzer), dinastia rumena di rebbe chassidici in Israele e USA
- Amnon Yitzhak, "baal Teshuva rabbi" yemenita in Israele
- Ovadia Yosef (1920–2013), già rabbino capo iracheno-Israeliano sefardita, rinomato giurista, leader "de facto" degli ebrei sefarditi
- Amram Zaks (1926—2012), rosh yeshivah della Yeshivah Slabodka a Bnei Brak (Israele)

#### Hardal(Haredi nazionalisti)
- Mordechai Eliyahu – già rabbino capo sefardita
- David Bar Hayim – fondatore di Machon Shilo, proponente del Nusach Eretz Yisrael[9]
- Avraham Shapira – già rabbino capo aschenazita, rettore della Yeshivah Mercaz haRav
- Dov Lior – rabbino di Hebron
- Zalman Melamed – rabbino di Beit El

#### Ortodossi moderni
- Raymond Apple, scrittore e relatore australiano di problematiche interconfessionali e massoniche
- Benjamin Blech, pensatore statunitense ortodosso moderno del XX secolo, professore di Talmud e filosofia ebraica presso la Yeshiva University, rinomato autore e oratore
- Levi Brackman, rabbino britannico
- Mordechai Breuer, rabbino israeliano, discendente di Samson Raphael Hirsch
- Mark Dratch, istruttore di studi ebraici presso la Yeshiva University e fondatore di JSafe[10]
- Barry Freundel, rabbino della congregazione Kesher Israel a Washington
- Manis Friedman, rinomato biblista, autore, terapeuta e oratore
- Menachem Genack, rabbino ortodosso della divisione Kosher di "Union of Orthodox Jewish Congregations of America (UOJCA)"
- Moshe Gottesman rabbino, educatore e leader comunitario
- Irving Greenberg, rabbino e scrittore statunitense sulla relazioni tra cristiani ed ebrei
- David Hartman, filosofo, autore e fondatore dello "Shalom Hartman Institute" a Gerusalemme
- David Bar-Hayim, fondatore di Machon Shilo e proponente dei Nusach Eretz Yisrael[9]
- Sara Hurwitz, Rabba. Rannino assistente della sinagoga Hebrew Institute di Riverdale e decano di "Yeshivat Maharat". In tempi moderni, seconda donna ad essere ordinata rabbino ortodosso moderno dopo Mimi Feigelson.
- Norman Lamm, pensatore ortodosso moderno statunitense, rettore della Yeshiva University
- Aharon Lichtenstein, Rosh Yeshivah della Yeshivat Har Etzion (accademia talmudica-militare) e Rosh Kollel del Gruss Kollel presso la Yeshiva University
- Shlomo Riskin, rabbino capo di Efrat
- Hershel Schachter, importante posek della comunità ortodossa moderna
- Arthur Schneier, rinomato rabbino, stimato nel mondo laico e officiante presso la Park East Synagogue (manhattan), che ospitò Papa Benedetto XVI
- Zvi Sobolofsky, Rosh Yeshivah della Yeshiva University e rabbino di Ohr Hatorah a Bergenfield, New Jersey
- Joseph Telushkin, studioso e autore di libri divulgativi religiosi
- Moshe David Tendler, genero di Moshe Feinstein e noto bioeticista
- Rabbi Steven Weil, Vice Presidente della Union of Orthodox Jewish Congregations of America (UOJCA - in breve "Orthodox Union")
- Avi Weiss, fondatore della Yeshivat Chovevei Torah e rabbino dell'Hebrew Institute di Riverdale
- Mordechai Willig, Rosh Yeshivah della Yeshiva University, rinomato posek della comunità ebraica ortodossa moderna
- Benjamin Yudin, rabbino di Shomrei Torah a Fair Lawn, New Jersey

### Rabbini conservatori – secoli XIX, XX e XXI

#### Secolo XIX
- Zecharias Frankel, nato a Praga, storico critico, fondatore della scuola "Positive Historical", progenitore dell'ebraismo conservatore
- Levi Herzfeld, rabbino tedesco, proponente della riforma moderata
- Nachman Krochmal, filosofo e storico austriaco

#### Secolo XX
- Philip R. Alstat, rabbino
- Abraham Joshua Heschel (1907-1972), eminente filosofo e studioso dello chassidismo
- Solomon Schechter, studioso e fondatore dell'ebraismo conservatore
- Saul Lieberman, rabbino e accademico
- Marshall T. Meyer, rabbino conservatore statunitense e attivista dei diritti umani, fondatore di una scuola rabbinica e sinagoga in Argentina
- Louis Finkelstein, studioso talmudista conserrvatore
- Louis Ginzberg (1873-1953), studioso talmudista
- Albert L. Lewis, rabbino conservatore
- Robert Gordis, leader dell'ebraismo conservatore
- Isaac Klein, rabbino statunitense e studioso
- Samuel Schafler, rabbino e storico statunitense
- Morris Silverman, rabbino e liturgista conservatore statunitense

#### Contemporanei (ca. XXI secolo)
- Ronald Androphy, rabbino conservatore del Centro Ebraico di East Meadow, Presidente del Consiglio rabbinico di Long Island e della East Meadow Clergy Association, membro del Consiglio Amministrativo dei rabbini di New York[11]
- Bradley Shavit Artson, rabbino e decano della Ziegler School of Rabbinic Studies presso l'Università Ebraica Americana[12]
- Menachem Creditor, rabbino, attivista e fondatore della Shefa Network
- Elliot N. Dorff, rabbino bioeticista e professore di Teologia ebraica presso l'Università Ebraica Americana
- Amy Eilberg, rabbino autore e cofondatore della Bay Area Jewish Healing Center di San Francisco
- Neil Gillman, filosofo e teologo conservatore
- David Golinkin, rabbino Masorti e halakhista
- Reuven Hammer, rabbino Masorti, autore e commentatore del siddur
- Jules Harlow, liturgista del XX secolo
- Louis Jacobs, fondatore del movimento Masorti nel Regno Unito, teologo
- William Kaufman, sostenitore e promotore della teologia del processo
- Harold Kushner, rabbino americano del XXI secolo, teologo e scrittore popolare
- William H. Lebeau, rabbino conservatore e decanod della scuola rabbinica presso il Jewish Theological Seminary d'America
- Aaron L. Mackler, rabbino e bioeticista
- Jason Miller, rabbino, imprenditore e blogger tecnologico
- Jacob Neusner (n. 1932), studioso conservatore, accademico e scrittore di fama
- Daniel Nevins, decano della scuola rabbinica presso il Jewish Theological Seminary, autore della teshuvah inclusiva dell'omosessualità nell'Ebraismo
- Einat Ramon, prima donna rabbino di Israele
- Paula Reimers, rabbino americano, tra le prime donne ad essere ordinate rabbino dallo Jewish Theological Seminary[13]
- Arnold Resnicoff, cappellano navale, direttore nazionale per gli Affari religiosi del Congresso Ebraico Americano, Assistente Speciale (Valori e Visione) del segretario e Capo di Stato maggiore della United States Air Force
- Joel Roth, studioso e rabbino
- Ismar Schorsch, educatore e leader conservatore
- Harold M. Schulweis, rabbino della sinagoga Valley Beth Shalom a Encino (Los Angeles), fondatore di Jewish World Watch (contro l'antisemitismo e il genocidio)
- Alan Silverstein, rabbino della Congregazione Agudath Israel a Caldwell (New Jersey), già presidente dell'Assemblea Rabbinica
- Gordon Tucker, rabbino conservatore
- David Wolpe (n. 1958), rabbino della sinagoga Sinai Temple (Los Angeles, California)[14]

#### Organizzazioni rabbiniche conservatrici
- Rabbinical Assembly (Assemblea Rabbinica)
- United Synagogue of Conservative Judaism (Sinagoghe Unite dell'Ebraismo Conservatore)
- Committee on Jewish Law and Standards (Comitato per la Legge e gli Standard Ebraici)

### Union for Traditional Judaism
- David Weiss Halivni, talmudista ungaro-americano dell‘Union for Traditional Judaism (UTJ - Unione dell'Ebraismo Tradizionale)

### Rabbini riformati – secoli XIX, XX e XXI

#### Secolo XIX
- Samuel Adler (1809-1891), rabbino tedesco-americano della Sinagoga Emanu-El di New York[15]
- Moses Berlin, rabbino britannico
- Emil Hirsch, rabbino e studioso statunitense
- David Einhorn, rabbino americano
- Samuel Hirsch, filosofo tedesco-americano del Movimento Riformato
- Abraham Geiger, ideologo tedesco della Riforma
- Samuel Holdheim, rabbino tedesco e fondatore della Riforma Ebraica Tedesca classica
- Solomon Marcus Schiller-Szinessy, rabbino ungaro-britannico a Eperies e Manchester, primo professore ebraico a Cambridge
- Leopold Zunz, studioso tedesco, fondatore della scuola Scienza dell'Ebraismo (Wissenschaft des Judentums)
- Isaac Mayer Wise (1819-1900), rabbino americano, autore ed editore

#### Secolo XX
- Paula Ackerman, prima donna a svolgere funzioni rabbiniche negli Stati Uniti (senza ordinazione)[15]
- Leo Baeck (1873-1956), rinomato rabbino e studiose, leader dell'Ebraismo Progressista
- Pauline Bebe, prima donna rabbino in Francia[16]
- Laszlo Berkowitz, rabbino del Tempio Rodef Shalom
- Lionel Blue, rabbino britannico, scrittore e personalità radiofonica
- Abraham Cronbach, rabbino ed educatore
- Maurice Davis, rabbino e già presidente della Commissione Presidenziale sulle Pari Opportunità d'America
- David Max Eichhorn (1906–1986) rabbino, autore e cappellano dell'Esercito americano, che fu tra le prime squadre che liberarono Dachau. Ha fondato il Tempio Israel di Merritt Island[17]
- Elyse Goldstein, prima donna rabbino del Canada, educatrice e scrittrice
- Regina Jonas, prima donna rabbino del mondo
- Julia Schwab, baronessa Neuberger, rabbino in Gran Bretagna
- Gunther Plaut (1912-2012), autore e rabbino del Holy Blossom Temple
- Sally Priesand, prima donna ordinata rabbino negli Stati Uniti
- Abba Hillel Silver, rabbino e leader sionista
- Stephen S. Wise (1874-1949), rabbino e attivista sionista

#### Contemporanei (ca. XXI secolo)
- Arik Ascherman, rabbino riformato americano e attivista dei diritti umani palestinesi in Israele
- Denise Eger, già rabbino di Beth Chayim Chadashim, prima sinagoga LGBT[18] in assoluto e fondatrice del Tempio Kol Ami a West Hollywood. Prima donna e persona apertamente lesbica a servire come presidente del Consiglio Rabbinico della California Meridionale e officiare al primo matrimonio legale dello stesso sesso tra due donne in California
- Alysa Stanton, prima donna di colore ad essere ordinata rabbino riformato del XXI secolo in America[19]

### Rabbini ricostruzionisti – secoli XX e XXI

#### Secolo XX
- Mordecai Kaplan (1881-1983), fondatore del movimento ricostruzionista in America
- Deborah Brin, primo rabbino donna apertamente gay[20]

#### Contemporanei (ca. XXI secolo)
- Dan Ehrenkrantz, presidente del Collegio Rabbinico Ricostruzionista
- Sandy Eisenberg Sasso, autore di libri per bambini
- Tina Grimberg, leader del dialogo interreligioso
- Carol Harris-Shapiro, autore moderno[20]

### Altri rabbini
- Steven Blane, rabbino americano universalista
- Capers Funnye, primo membro afroamericano del Consiglio dei Rabbini di Chicago[21]
- Michael Lerner (n. 1943) fondatore/editore della rivista Tikkun
- Zalman Schachter-Shalomi (n. 1924), leader del movimento Rinnovamento giudaico
- Arthur Waskow (n. 1933), leader del movimento Rinnovamento giudaico
- Sherwin Wine, fondatore della Society for Humanistic Judaism
- Tamara Kolton, primo rabbino dell'Ebraismo umanista[20]